# Regeringen Aura II
Regeringen Aura II var Republiken Finlands 54:e regering. Trots att de flesta av ministrarna var medlemmar i olika partier var de inte utsedda att representera dessa i regeringen som helt och hållet var en opolitisk ämbetsmannaregering till sin karaktär. Ministären, som regerade i egenskap av expeditionsregering från 29 oktober 1971 till 23 februari 1972, fick smeknamnet "frivillig brandkår" på samma sätt som Regeringen Aura I.
| Minister                                                     | Ämbetsperiod                              | Parti                            |
| ------------------------------------------------------------ | ----------------------------------------- | -------------------------------- |
| Statsminister Teuvo Aura Päiviö Hetemäki, ställföreträdare   | 29.10.1971–23.2.1972 29.10.1971–23.2.1972 | opolitisk (LFP) opolitisk (Saml) |
| Minister i statsrådets kansli Esa Timonen                    | 2.11.1971–23.2.1972                       | opolitisk (Centern)              |
| Utrikesminister Olavi J. Mattila                             | 29.10.1971–23.2.1972                      | opolitisk                        |
| Minister i utrikesministeriet Reino Rossi                    | 29.10.1971–23.2.1971                      | opolitisk                        |
| Justitieminister K.J. Lång                                   | 29.10.1971–23.2.1972                      | opolitisk (SDP)                  |
| Inrikesminister Heikki Tuominen                              | 29.10.1971–23.2.1972                      | opolitisk                        |
| Försvarsminister Arvo Pentti                                 | 29.10.1971–23.2.1972                      | opolitisk (Centern)              |
| Finansminister Päiviö Hetemäki                               | 29.10.1971–23.2.1972                      | opolitisk (Saml)                 |
| Minister i finansministeriet Jorma Uitto                     | 29.10.1971–23.2.1972                      | opolitisk (DFFF)                 |
| Undervisningsminister Matti Louekoski                        | 29.10.1971–23.2.1972                      | opolitisk (SDP)                  |
| Minister i undervisningsministeriet Jouko Tyyri              | 29.10.1971–23.2.1971                      | opolitisk (Centern)              |
| Jord- och skogsbruksminister Samuli Suomela                  | 29.10.1971–23.2.1972                      | opolitisk                        |
| Trafikminister Esa Timonen                                   | 29.10.1971–23.2.1972                      | opolitisk (Centern)              |
| Handels- och industriminister Gunnar Korhonen                | 29.10.1971–23.2.1972                      | opolitisk                        |
| Minister i handels- och industriministeriet Reino Rossi      | 29.10.1971–23.2.1971                      | opolitisk                        |
| Social- och hälsovårdsminister Alli Lahtinen                 | 29.10.1971–23.2.1972                      | opolitisk (SDP)                  |
| Minister i social- och hälsovårdsministeriet Gunnar Korhonen | 29.10.1971–23.2.1972                      | opolitisk                        |
| Arbetskraftsminister Keijo Liinamaa                          | 29.10.1971–23.2.1972                      | opolitisk (SDP)                  |